# 1995
1995. је била проста година.

## Догађаји

### Јануар
- 1. јануар — Аустрија, Финска и Шведска су постале чланице Европске уније.
- 1. јануар — Уз посредовање некадашњег америчког председника Џимија Картера, у Босни и Херцеговини ступило на снагу четворомесечно примирје.
- 17. јануар — У земљотресу који је погодио шире подручје јапанског града Кобе погинуло је више од 6.400 људи, а материјална штета је процењена на 85,5 милијарди долара.
- 30. јануар — У једном од најтежих напада током трогодишње побуне исламских екстремиста у Алжиру, у експлозији аутомобила-бомбе погинуло најмање 20, а повређено око 60 људи.

### Фебруар
- 25. фебруар — После губитка око милијарду долара које је на берзи у Сингапуру изазвао дилер Ник Лисон, банкротирала лондонска банка "Беринг", једна од најстаријих и најугледнијих британских банака.

### Март
- 7. март — Први чеченски рат: Руси освајају Грозни (види Прва битка за Грозни).
- 15. март — Астронаут Норман Тагард постао први Американац који је полетео у космос руском ракетом, лансираном са космодрома у Бајконуру у Казахстану.
- 20. март — Припадници јапанске верске секте Аум Шинрикјо пустили су нервни гас у токијску подземну железницу, од чега је умрло 12 људи, а више од 5.500 повређено.
- 22. март — Руски космонаут Валериј Пољаков вратио се на Земљу после 437 дана проведених на свемирској станици Мир, поставивши рекорд за најдужи лет у свемир.

### Април
- 19. април — Од експлозије камиона-бомбе испред деветоспратне зграде федералних институција у Оклахома Ситију погинуло 168, а више од 400 људи повређено.

### Maj
- 1. мај — У операцији „Бљесак“ Хрватска је запосела Западну Славонију која је до тада била део РСК, протеравши око 18.000 Срба са тих простора.
- 2. мај — Шест особа погинуло, а 176 рањено када су пројектили крајишких Срба погодили центар Загреба.
- 25. мај — Приликом Масакра на Тузланској капији граната је усмртила 71 особу.

### Јун
- 2. јун — Војска Републике Српске је оборила амерички авион F-16 који је патролирао зоном забрањеног лета изнад Босне и Херцеговине.
- 18. јун — Снаге Војске Републике Српске ослободиле последње од 372 припадника мировних снага у Босни које су држале као таоце од краја маја, после напада авиона НАТО на српске положаје у околини Пала.
- 19. јун — Чеченски побуњеници ослободили 1.500 талаца које су држали шест дана и напустили болницу у граду Буђоновск на југу Русије, пошто је с руским властима договорен прекид ватре и наставак мировних преговора о Чеченији.
- 29. јун — Више од 500 људи погинуло је у Сеулу када се срушила петоспратна робна кућа.

### Јул
- 2. јул — Кошаркашка репрезентација Југославије освојила златну медаљу на европском првенству у Атини, победивши репрезентацију Литваније резултатом 96:90.
- 11. јул — У рату у Босна и Херцеговини Војска Републике Српске је заузела Сребреницу. Више од 30.000 људи, углавном жена и деце, пребачено је на територију под контролом владе у Сарајеву. Снаге Војске Републике Српске осуђене су касније да су на том подручју извршиле масакр и да је убијено око 8.000 босанских муслимана.[1][2]
- 16. јул — Хашки трибунал подигао оптужницу против Радована Караџића и Ратка Младића због опсаде и гранатирања Сарајева.
- 18. јул — Након дугог периода мировања, вулкан Суфријер је започео ерупцију која је нанела велике штете острву Монтсерат.
- 22. јул — Потписан Сплитски споразум.

### Август
- 4. август — Хрватска војска започиње војну операцију „Олуја“, током које заузима Книн и остале градове у Р.С. Крајини и протерује око 230.000 људи.
- 28. август — На сарајевску пијацу Маркале испаљена граната која је усмртила 37 особа, а 48 ранила.
- 29. август — Руководство Републике Српске овластило председника Србије, Слободана Милошевића да заступа Републику Српску у мировним преговорима.
- 30. август — НАТО је започео кампању бомбардовања положаја Војске Републике Српске током рата у Босни и Херцеговини.

### Септембар
- 8. септембар — На мировним преговорима у Женеви, Република Српска службено призната као ентитет у БиХ.
- 14. септембар — После двонедељних ваздушних удара НАТО авијације, Војска Републике Српске повукла тешко наоружање око Сарајева.

### Октобар
- 5. октобар — Ричард Холбрук, као човек САД одређен да постигне мир у Босни и Херцеговини, прогласио двомесечно примирје. До тог дана, муслиманско-хрватска офанзива свела територију Срба на мање од 50% БиХ.

### Новембар
- 21. новембар — У америчкој војној бази Рајт-Патерсон у Дејтону потписан је Дејтонски мировни споразум о окончању рата у Босни и Херцеговини.

### Децембар
- 8. децембар — Продиџи одржао концерт у београдској хали Пионир.
- 14. децембар — У Јелисејској палати у Паризу потписан мировни споразум о окончању 44-месечног рата у Босни, који је постигнут 21. новембра у Дејтону, САД.
- 29. децембар — Влада Гватемале и вође герилског покрета потписали споразум којим је после 36 година званично окончан последњи и најдужи грађански рат у Средњој Америци.

## Рођења

### Јануар
- 5. јануар — Ерик Мика, амерички кошаркаш[3]
- 8. јануар — Кајл Едмунд, британски тенисер[4]
- 9. јануар — Доминик Ливаковић, хрватски фудбалски голман[5]
- 12. јануар — Алесио Ромањоли, италијански фудбалер[6]
- 13. јануар — Наталија Дајер, америчка глумица[7]
- 17. јануар — Дејан Давидовац, српски кошаркаш[8]
- 17. јануар — Филип Јанковић, српски фудбалер[9]
- 18. јануар — Драгана Станковић, српска кошаркашица[10]
- 20. јануар — Калум Чејмберс, енглески фудбалер[11]
- 22. јануар — Никола Ребић, српски кошаркаш
- 24. јануар — Матиц Ребец, словеначки кошаркаш[12]
- 26. јануар — Немања Максимовић, српски фудбалер[13]
- 27. јануар — Емил Роцков, српски фудбалски голман[14]
- 29. јануар — Милена Радуловић, српска глумица[15]
- 30. јануар — Маркос Љоренте, шпански фудбалер[16]

### Фебруар
- 2. фебруар — Марко Јовичић, српски фудбалски голман[17]
- 2. фебруар — Никола Стојковић, српски фудбалер[18]
- 5. фебруар — Аднан Јанузај, белгијски фудбалер[19]
- 6. фебруар — Леон Горецка, немачки фудбалер[20]
- 7. фебруар — Мирослав Пашајлић, српски кошаркаш[21]
- 8. фебруар — Мијат Гаћиновић, српски фудбалер[22]
- 8. фебруар — Габријел Дек, аргентински кошаркаш
- 8. фебруар — Џошуа Кимих, немачки фудбалер[23]
- 10. фебруар — Стерлинг Браун, амерички кошаркаш
- 15. фебруар — Megan Thee Stallion, америчка хип хоп музичарка[24]
- 17. фебруар — Медисон Киз, америчка тенисерка[25]
- 17. фебруар — Вељко Симић, српски фудбалер[26]
- 19. фебруар — Никола Јокић, српски кошаркаш[27]
- 20. фебруар — Данијел Аврамовски, македонски фудбалер[28]
- 21. фебруар — Алексеј Николић, словеначки кошаркаш[29]
- 23. фебруар — Ендру Вигинс, канадски кошаркаш[30]
- 24. фебруар — Небојша Косовић, црногорски фудбалер[31]
- 25. фебруар — Марио Хезоња, хрватски кошаркаш[32]
- 27. фебруар — Сергеј Милинковић Савић, српски фудбалер[33]

### Март
- 8. март — Марко Гудурић, српски кошаркаш[34]
- 10. март — Зек Лавин, амерички кошаркаш[35]
- 14. март — Сања Мандић, српска кошаркашица
- 17. март — Дарко Дејановић, босанскохерцеговачки фудбалски голман[36]
- 19. март — Александар Бурсаћ, српски кошаркаш[37]
- 20. март — Саша Здјелар, српски фудбалер[38]
- 21. март — Брано Ђукановић, српски кошаркаш[39]
- 21. март — Ђорђе Каплановић, српски кошаркаш
- 22. март — Ник Робинсон, амерички глумац[40]
- 24. март — Милош Копривица, српски кошаркаш[41]
- 28. март — Џастин Џексон, амерички кошаркаш[42]
- 29. март — Бен Бентил, гански кошаркаш[43]
- 31. март — Алекса Николић, српски кошаркаш[44]

### Април
- 1. април — Јанис Кузелоглу, грчки кошаркаш[45]
- 7. април — Стефан Илић, српски фудбалер[46]
- 7. април — Стефан Милошевић, српски фудбалер[47]
- 8. април — Џеди Осман, турски кошаркаш[48]
- 12. април — Џенифер Брејди, америчка тенисерка[49]
- 16. април — Ивана Николић, српска певачица и плесачица, најпознатија као чланица групе
- 18. април — Дивок Ориги, белгијски фудбалер[50]
- 21. април — Томас Доерти, шкотски глумац и певач[51]
- 23. април — Џиџи Хадид, амерички модел[52]
- 24. април — Синиша Саничанин, босанскохерцеговачки фудбалер[53]
- 26. април — Ђорђе Симеуновић, српски кошаркаш[54]
- 27. април — Ник Кириос, аустралијски тенисер[55]
- 28. април — Мелани Мартинез, америчка музичарка, глумица, редитељка, сценаристкиња, фотографкиња и визуелна уметница[56]

### Мај
- 6. мај — Немања Антонов, српски фудбалер[57]
- 6. мај — Марко Пјаца, хрватски фудбалер[58]
- 9. мај — Тимоте Ливави, француски кошаркаш[59]
- 11. мај — Желсон Мартинс, португалски фудбалер[60]
- 26. мај — Кенан Сипахи, турски кошаркаш

### Јун
- 1. јун — Полина Попова, руски модел, Мис Русије (2017)
- 2. јун — Ласло Ђере, српски тенисер[61]
- 4. јун — Петар Ракићевић, српски кошаркаш[62]
- 5. јун — Трој Сиван, аустралијски музичар и глумац[63]
- 7. јун — Маки Бањак, камерунски фудбалер[64]
- 19. јун — Никола Милојевић, српски тенисер[65]
- 21. јун — Исидора Симијоновић, српска глумица и певачица
- 22. јун — Сара Колак, хрватска атлетичарка[66]
- 23. јун — Дана Паола, мексичка певачица и глумица[67]
- 27. јун — Монте Морис, америчко-нигеријски кошаркаш[68]

### Јул
- 4. јул — Поуст Малон, амерички музичар[69]
- 9. јул — Марко Јанковић, српски фудбалер[70]
- 9. јул — Андреја Стевановић, српски кошаркаш[71]
- 12. јул — Јохио, шведски музичар
- 12. јул — Лук Шо, енглески фудбалер[72]
- 13. јул — Данте Егзам, аустралијски кошаркаш[73]
- 14. јул — Серж Гнабри, немачки фудбалер[74]
- 22. јул — Александар Вукотић, српски фудбалер[75]
- 24. јул — Кајл Кузма, амерички кошаркаш[76]
- 25. јул — Карло Жганец, хрватски кошаркаш[77]
- 30. јул — Ирвинг Лозано, мексички фудбалер[78]

### Август
- 2. август — Кристапс Порзингис, летонски кошаркаш[79]
- 3. август — Кендрик Нан, амерички кошаркаш[80]
- 3. август — Мина Совтић, српска глумица[81]
- 4. август — Бруна Маркезине, бразилска глумица и модел[82]
- 4. август — Марко Тејић, српски кошаркаш[83]
- 5. август — Радован Панков, српски фудбалер[84]
- 6. август — Александар Везенков, бугарски кошаркаш
- 11. август — Лука Вилдоза, аргентински кошаркаш[85]
- 12. август — Раде Загорац, српски кошаркаш[86]
- 17. август — Томислав Габрић, хрватски кошаркаш[87]
- 19. август — Квинси Мениг, холандски фудбалер[88]
- 22. август — Дуа Липа, енглеска музичарка[89]
- 23. август — Камерон Нори, британски тенисер[90]
- 25. август — Џош Перкинс, амерички кошаркаш[91]

### Септембар
- 1. септембар — Огњен Јарамаз, српски кошаркаш[92]
- 3. септембар — Огњен Ђуричин, српски фудбалер[93]
- 3. септембар — Никлас Силе, немачки фудбалер[94]
- 12. септембар — Василије Пушица, српски кошаркаш[95]
- 16. септембар — Арон Гордон, амерички кошаркаш[96]
- 18. септембар — Ђоко Шалић, српски кошаркаш[97]
- 20. септембар — Марко Голубовић, српски фудбалер[98]
- 21. септембар — Бруно Кабокло, бразилски кошаркаш[99]
- 22. септембар — Александра Пријовић, српска певачица[100]
- 26. септембар — Милош Вељковић, српски фудбалер[101]
- 29. септембар — Матијас Лесор, француски кошаркаш[102]

### Октобар
- 2. октобар — Муса Нџај, норвешки фудбалер[103]
- 3. октобар — Драган Апић, српски кошаркаш[104]
- 7. октобар — Слађана Мирковић, српска одбојкашица
- 17. октобар — Алексеј Миранчук, руски фудбалер[105]
- 17. октобар — Антон Миранчук, руски фудбалер[106]
- 18. октобар — Фусени Дијабате, малијски фудбалер[107]
- 18. октобар — Тамаш Фаркаш, српски пливач
- 21. октобар — Дожа Кет, америчка музичарка
- 28. октобар — Милош Шатара, босанскохерцеговачки фудбалер[108]
- 31. октобар — Предраг Рајковић, српски фудбалски голман[109]
- 31. октобар — Михаило Ристић, српски фудбалер[110]

### Новембар
- 3. новембар — Кендал Џенер, амерички модел
- 6. новембар — Андре Силва, порторикански фудбалер[111]
- 12. новембар — Томас Лемар, француски фудбалер
- 12. новембар — Хасан Мартин, амерички кошаркаш[112]
- 14. новембар — Андрија Вилимановић, српски одбојкаш[113]
- 15. новембар — Карл Ентони Таунс, доминиканско-амерички кошаркаш
- 16. новембар — Питер Олајинка, нигеријски фудбалер[114]
- 17. новембар — Елисе Мертенс, белгијска тенисерка[115]
- 19. новембар — Абела Дејнџер, америчка порнографска глумица[116]
- 20. новембар — Ђорђе Ивановић, српски фудбалер[117]
- 25. новембар — Даница Крстић, српска певачица[118]
- 27. новембар — Душан Ристић, српски кошаркаш
- 28. новембар — Тин Једвај, хрватски фудбалер[119]
- 29. новембар — Лора Марано, америчка глумица и певачица[120]

### Децембар
- 3. децембар — Срђан Плавшић, српски фудбалер[121]
- 5. децембар — Антони Марсијал, француски фудбалер
- 9. децембар — Кели Убре Млађи, амерички кошаркаш[122]
- 14. децембар — Алваро Одриосола, шпански фудбалер[123]
- 18. децембар — Барбора Крејчикова, чешка тенисерка[124]
- 27. децембар — Тимоти Шаламе, амерички глумац[125]
- 29. децембар — Рос Линч, амерички глумац и музичар[126]
- 30. децембар — Доминик Фајк, амерички музичар и глумац[127]

## Смрти

### Јануар
- 2. јануар — Сијад Баре, сомалијски генерал и политичар (* 1919)
- 20. јануар — Милан Ерак, српски глумац (* 1950)[128]
- 28. јануар — Џорџ Вудкок, канадски књижевник (* 1912)[129]

### Март
- 9. март — Едвард Бернајз, аустријско-амерички пионир у области односа с јавношћу и пропаганде (* 1891)
- 12. март — Мија Алексић, српски глумац (* 1923)[130]
- 26. март — Изи-И, амерички хип-хоп музичар (* 1964)[131]
- 31. март — Селена, мексичко-америчка певачица (* 1971)[132]

### Април
- 6. април — Новак Новак, српски хумориста, писац и новинар (* 1928)[133]
- 20. април — Милован Ђилас, југословенски филозоф и политичар (* 1911)
- 25. април — Џинџер Роџерс, америчка глумица, певачица и плесачица (* 1911)[134]

### Мај
- 5. мај — Михаил Ботвиник, јеврејско-руски шахиста и светски првак у шаху (* 1911)[135]
- 12. мај — Штефан Ковач, румунски фудбалски тренер и фудбалер (* 1920)
- 25. мај — Крешимир Ћосић, хрватски кошаркаш и кошаркашки тренер (* 1948)[136]

### Јун
- 3. јун — Душан Булајић, српски глумац (* 1932)[137]
- 23. јун — Џонас Солк, амерички вирусолог (* 1914)[138]
- 29. јун — Лана Тарнер, америчка глумица (* 1921)[139]

### Јул
- 4. јул — Арсен Диклић, српски писац и сценариста (* 1922)[140]
- 18. јул — Фабио Казартели, италијански бициклиста (* 1970)

### Август
- 3. август — Ајда Лупино, енглеско-америчка глумица и певачица (* 1918)[141]
- 9. август — Џери Гарсија, амерички музичар (* 1942)[142]
- 16. август — Љубиша Броћић, српски фудбалер и фудбалски тренер (* 1911)[143]
- 20. август — Хуго Прат, италијански цртач стрипа и илустратор (* 1927)

### Септембар
- 7. септембар — Радивоје Лола Ђукић, српски редитељ и комедиограф (* 1923)[144]
- 9. септембар — Бела Палфи, српски фудбалер (* 1923)[145]
- 12. септембар — Џереми Брет, енглески глумац (* 1933)[146]
- 28. септембар — Слободан Ивковић, српски кошаркаш и кошаркашки тренер (* 1937)

### Октобар
- 27. октобар — Слободан Селенић, српски писац и критичар (* 1933)[147]

### Новембар
- 3. новембар — Гојко Зец, српски фудбалер и фудбалски тренер (* 1935)
- 4. новембар — Јицак Рабин, израелски политичар и премијер (* 1922)
- 16. новембар — Петре Прличко, македонски глумац (* 1907)

### Децембар
- 25. децембар — Емануел Левинас, француски филозоф (* 1906)[148]
- 30. децембар — Богољуб Петровић, српски глумац (* 1942)[149]

## Нобелове награде
- Физика — Мартин Луис Перл и Фредерик Рајнес
- Хемија — Паул Ј. Круцен, Марио Х. Молина и Ф. Шервуд Роуланд
- Медицина — Едвард Б. Луис, Кристијана Нислајн-Фолхард и Ерик Ф. Вајсхаус
- Књижевност — Шејмус Хини
- Мир — Џозеф Ротблат (Пољска/УК) и Пагваш конференција о науци и светским питањима
- Економија — Роберт Лукас (САД)